# Primera División de Chile 1942
Primera División de Chile 1942 var den var den chilenska högstaligan i fotboll för herrar för säsongen 1942, som slutade med att Santiago Morning vann för första gången. Ligan bestod av 10 lag som spelade mot varandra två gånger var, vilket innebar 18 omgångar.

## Sluttabell
| Plac | Lag                  | Poäng | S  | V  | O | F  | GM | IM | MSK |
| ---- | -------------------- | ----- | -- | -- | - | -- | -- | -- | --- |
| 1    | Santiago Morning     | 29    | 18 | 13 | 3 | 2  | 51 | 18 | 33  |
| 2    | Magallanes           | 28    | 18 | 13 | 2 | 3  | 48 | 28 | 20  |
| 3    | Colo-Colo            | 25    | 18 | 10 | 5 | 3  | 42 | 20 | 22  |
| 4    | Green Cross          | 19    | 18 | 7  | 5 | 6  | 39 | 46 | -7  |
| 5    | Universidad de Chile | 18    | 18 | 5  | 8 | 5  | 28 | 25 | 3   |
| 6    | Audax Italiano       | 17    | 18 | 7  | 4 | 7  | 30 | 30 | 0   |
| 7    | Unión Española       | 15    | 18 | 7  | 1 | 10 | 36 | 38 | -2  |
| 8    | Santiago Badminton   | 14    | 18 | 4  | 6 | 8  | 33 | 39 | -9  |
| 9    | Universidad Católica | 10    | 18 | 3  | 4 | 11 | 19 | 40 | -31 |
| 10   | Santiago National    | 4     | 18 | 1  | 2 | 15 | 23 | 65 | -42 |

| Primera División Vinnare av Primera División 1942 |
| ------------------------------------------------- |
| Chile                                             |
| Santiago Morning 1:a titeln                       |